# کوتا مییاموتو
کوتا مییاموتو (انگلیسی: Kota Miyamoto؛ زادهٔ ۱۹ ژوئن ۱۹۹۶) بازیکن فوتبال اهل ژاپن است.
از باشگاه‌هایی که در آن بازی کرده‌است می‌توان به باشگاه فوتبال شیمیزو اس-پالس اشاره کرد.
وی همچنین در تیم ملی فوتبال زیر ۲۰ سال ژاپن بازی کرده‌است.